# Cossi

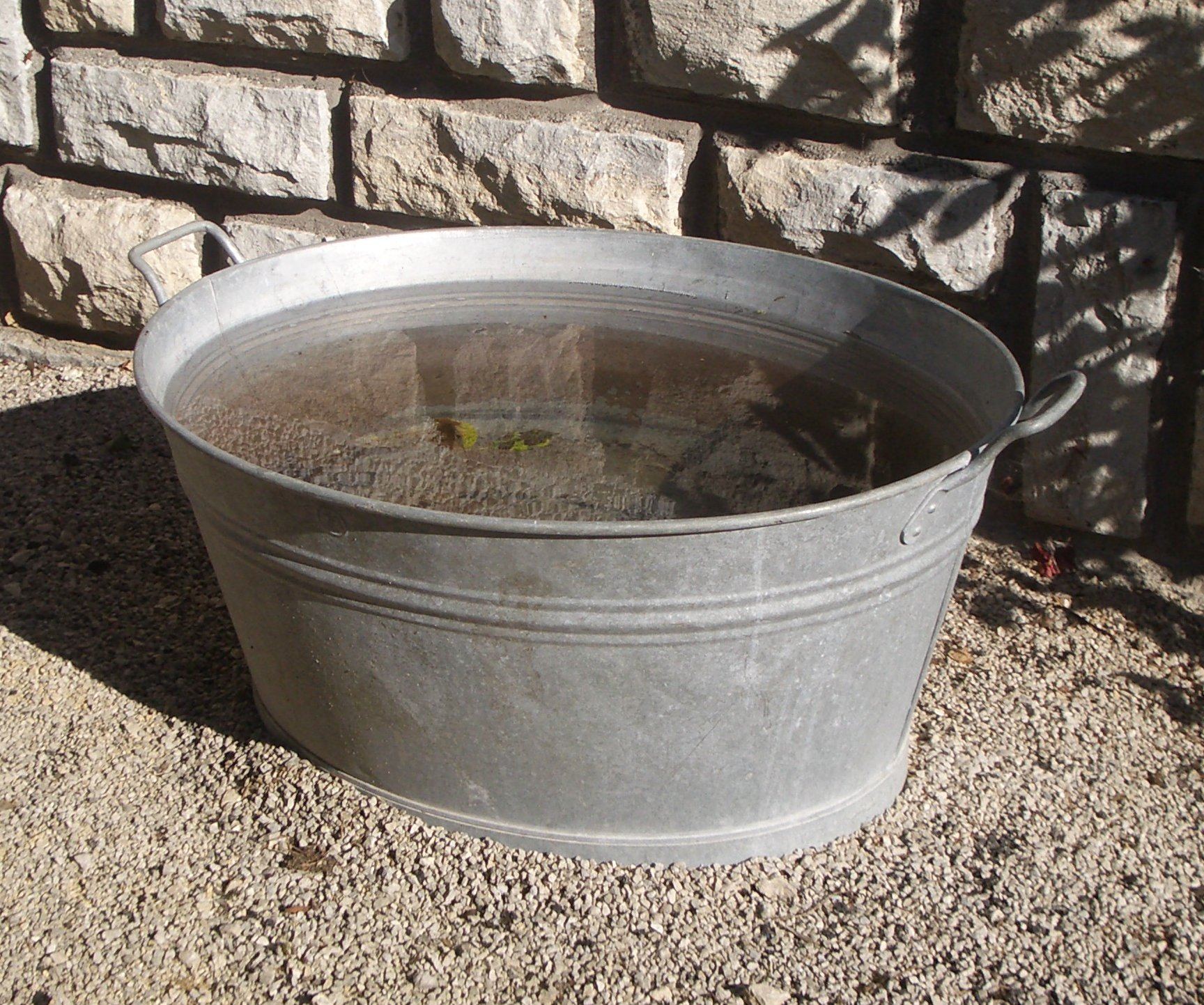
Un cossi ovalat de metall

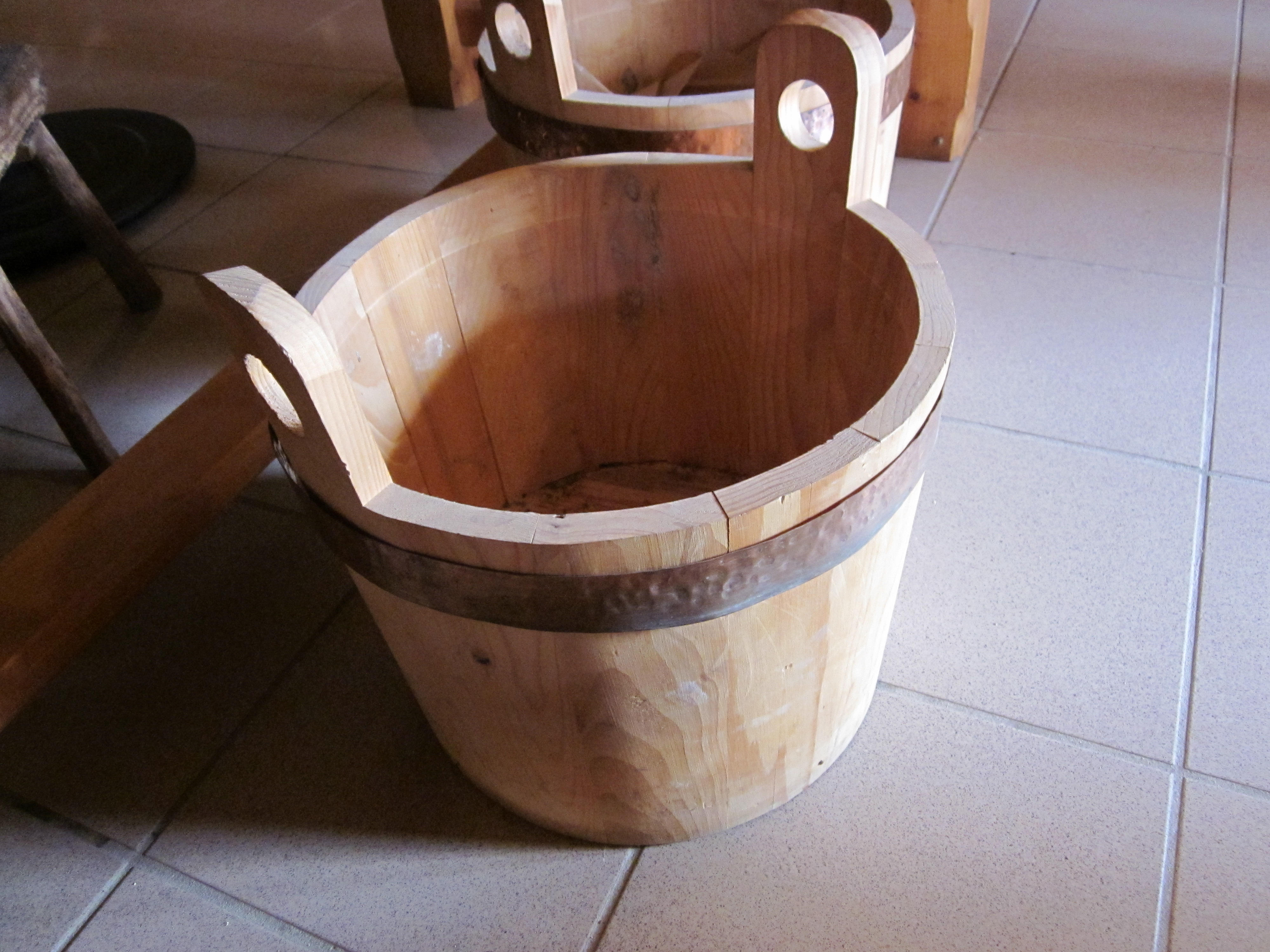
Cossi de fusta

Un cossi, conca o bacina és un atuell gros de plàstic, fusta o metall, rodó o ovalat, semblant a una galleda o a una conca per la seva forma. El cossi té generalment dues anses laterals sortints o retallades a la fusta. És un recipient de gran capacitat que era utilitzat en un altre temps a les tasques domèstiques, per a rentar la roba o banyar els infants. Antigament, també servia per transportar la roba de casa fins als safaretjos.